# Christopher Garia
Christopher "Chris" George Paul Garia (* 16. Dezember 1992 in Willemstad, Curaçao) ist ein niederländischer Leichtathlet aus Curaçao und ehemaliger Baseballspieler.

## Sportliche Laufbahn

### Baseball
Chris Garia spielte von 2010 bis 2016 für das Franchise der Texas Rangers in der Minor League Baseball in den Vereinigten Staaten. Den Höhepunkt seiner Baseballkarriere erreichte er, als er 2015 für die Round Rock Express in der Pacific Coast League spielte. 2016 wurde er in das niederländische Nationalteam berufen und nahm mit diesem an der Baseball-Europameisterschaft in den Niederlanden teil und konnte dort die Goldmedaille gewinnen. Er nahm in diesem Jahr auch an weiteren internationalen Turnieren teil, entschied dann aber 2017 zur Leichtathletik zu wechseln.

### Leichtathletik
Bereits in seinem zweiten Jahr im Sprint qualifizierte sich Chris Garia im 100-Meter-Lauf für die Europameisterschaften in Berlin und schied dort mit 10,31 s im Halbfinale aus. Zudem gewann er mit der niederländischen 4-mal-100-Meter-Staffel in 38,03 s die Bronzemedaille hinter den Teams aus dem Vereinigten Königreich und der Türkei. Im Jahr darauf schied er bei den IAAF World Relays 2019 in Yokohama mit der 4-mal-100-Meter-Staffel mit 38,67 s im Vorlauf aus. Bei den World Athletics Relays 2021 im polnischen Chorzów erreichte er dann das Finale, konnte dort das Rennen aber nicht beenden.
2018 wurde Garia niederländischer Hallenmeister im 60-Meter-Lauf.

## Persönliche Bestleistungen
- 100 Meter: 10,22 s (+2,0 m/s), 30. Juni 2019 in La Chaux-de-Fonds
  - 60 Meter (Halle): 6,70 s, 17. Februar 2018 in Apeldoorn
- 200 Meter: 20,68 s (+0,8 m/s), 26. Mai 2019 in Castellón de la Plana